# Коненко Олексій Андрійович
Олексі́й Андрі́йович Коне́нко (псевдо - Олекса) — солдат Збройних сил України, учасник російсько-української війни.

## Нагороди
За особисту мужність і героїзм, виявлені у захисті державного суверенітету та територіальної цілісності України, вірність військовій присязі під час російсько-української війни нагороджений
- орденом «За мужність» III ступеня (25.3.2015),
- медаллю «За військову службу Україні» (25.3.2015) (із помилкою в указі на прізвище - КОНОНЕНКА, замість КОНЕНКА, інші дані збігаються)

За особисту мужність і самовіддані дії, виявлені у захисті державного суверенітету та територіальної цілісності України, вірність військовій присязі нагороджений
- орденом «За мужність» III ступеня (08.06.2022).